# グリーンズバーグ (ペンシルベニア州)
グリーンズバーグ（英: Greensburg）は、アメリカ合衆国ペンシルベニア州の都市。ウェストモアランド郡の郡庁所在地である。人口は1万4976人（2020年）。ピッツバーグ市の南東48キロメートルにあり、ピッツバーグ都市圏に属している。エコリージョンとしては西アレゲーニー台地に含まれる。名称はアメリカ独立戦争の大陸軍少将だったナサニエル・グリーンに由来する。
2007年、雑誌「USニューズ&ワールド・レポート」が、グリーンズバーグを「ペンシルバニア州で引退して住む最良の場所」の1つに挙げた。

## 歴史
アメリカ独立戦争が終わった後、フィラデルフィアから西にアパラチア山脈を越え、ピット砦、現在のピッツバーグ市まで伸びた荷車道沿いに1軒の宿屋が建設された。ニュータウンと呼ばれたちっぽけな開拓地がその宿屋の周りで成長し、現在のピッツバーグ通りとメインストリートの交差点にグリーンズバーグの事業地区の中心ができた。この荷車道はピッツバーグ市内ではペン・アベニューとなった。
1782年、セネカ族インディアンの酋長グヤスタが率いた集団が、カナダ人レンジャーを伴って襲撃し、ウェストモアランド郡の最初の郡庁所在地だったハンナズタウンを燃やした。そこはグリーンズバーグより北にあり、アレゲーニー山脈より西では最初の郡庁所在地だった。1785年、ニュータウンが新たな郡庁所在地となった。1786年、郡はクリストファー・トルービーとウィリアム・ジャックという2人の住人から購入した土地に、丸太造りの郡庁舎を建てた。このウェストモアランド郡庁舎は世代が変わってもこの同じ場所に建っている。郡庁舎を囲む地域は当初のグリーンズバーグ・ボロとなり、アメリカ独立戦争の将軍ナサニエル・グリーンにちなんで名付けられた。1799年には正式にボロとして法人化された。
19世紀の初期、グリーンズバーグはほとんど成長しなかった。1850年以降は成長する郡庁所在地となり、宿屋、小さな企業と懸命に働く住民が居た。鉄道の停車駅ができ、近くで瀝青炭の広い炭田が見つかり、19世紀後半から20世紀初めにかけては活発な鉱業の中心となった。
元セントジョセフ・アカデミー、現シートンヒル大学が1918年には4年生女子大学となった。グリーンズバーグは1928年1月2日に第3等級市となった。第二次世界大戦後、市の様々な地区で住宅地が多く開発された。1959年にウェストモアランド郡美術館が開館し、1963年にピッツバーグ大学が分校キャンパスを開設してピッツバーグ大学グリーンズバーグ校となり、グリーンズバーグの文化的な状態も成長した。ピッツバーグ大学は現在ヘンプフィールド・タウンシップ内にある。
1965年にグリーンゲイト・モール、1977年にウェストモアランド・モールがオープンし、地域の小売業に新しい時代をもたらしたが、グリーンズバーグ中心街の商業地区にある小売業には負の衝撃を与えた。土地のショッピング習慣は、1970年代後半にトラウトマン百貨店が閉鎖したときに既に負担を背負っていた。1990年代半ばまでに、市の役人はその再活性化計画を中心街の文化的側面にシフトし、例えばパレス劇場や歴史ある鉄道駅の改修や、セトンヒル大学のための新しい芸術会館開設などがあった。2009年7月、国内最大級の医学校である整骨療法レイクエリー・カレッジがシートンヒル大学に衛星キャンパスを開設した。現在は毎年200人以上の学生がそこで学んでいる。このような変化の一部として、ウェストモアランド・アメリカンアート美術館の拡張も計画段階にある。

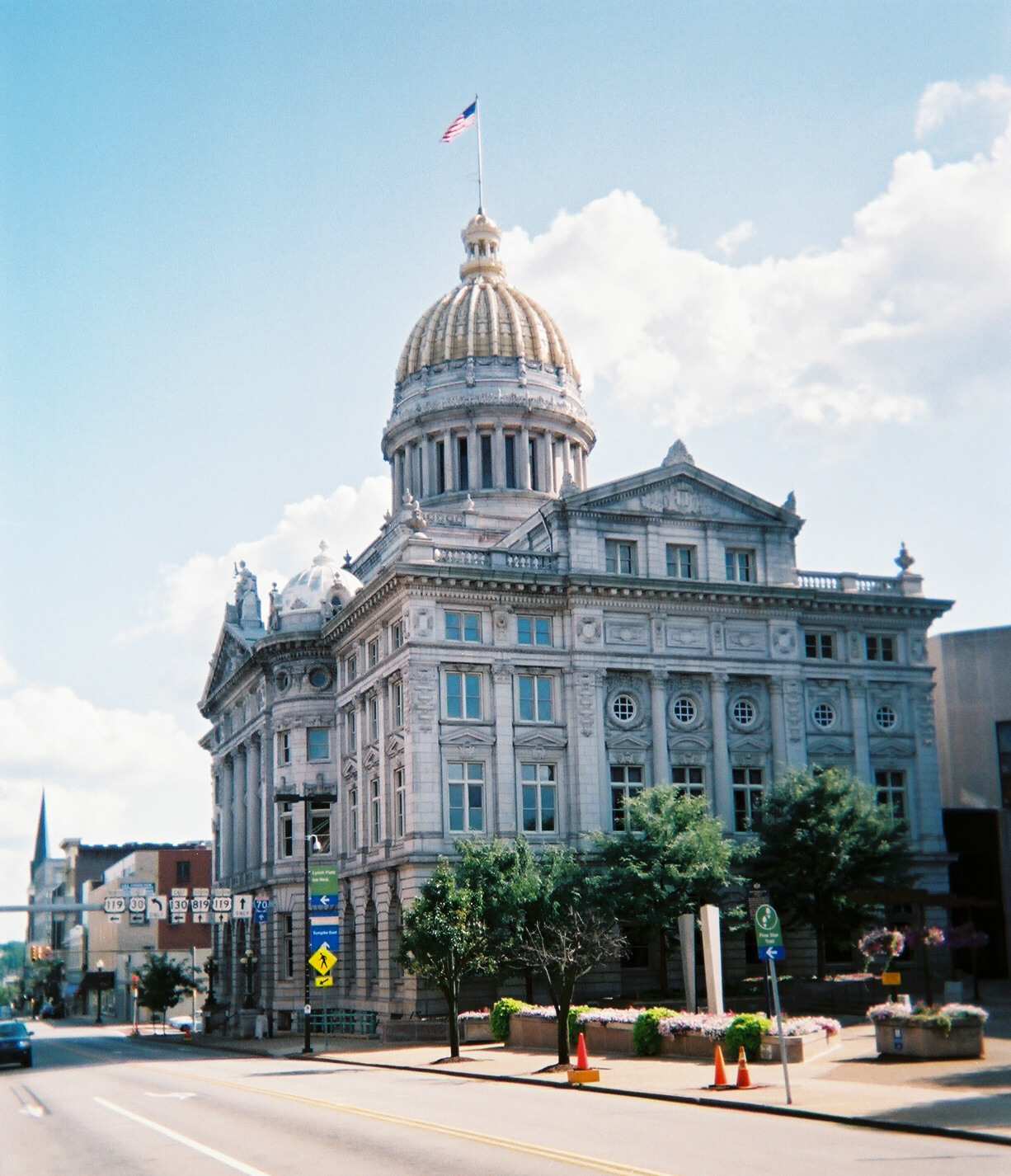
ウェストモアランド郡庁舎

市内にはローマ・カトリック教会グリーンズバーグ教区がある。

### 歴史上の事実
- グリーンズバーグで最初の丸太造り校舎は、現在セントクレア公園がある場所にあった。
- セントクレア公園は元々墓地だった。ボロが墓地を禁止したとき、セントクレア墓地は町のすぐ東にある現在の場所に移された。
- マウントオーディン公園は元々、弁護士、医師、著作家にしてアンドリュー・ジョンソン大統領の補佐官であるフランク・コーワン博士の敷地だった。コーワン博士はその土地をグリーンズバーグに遺贈し、レクリエーションを目的としてつかうこととした。

## 地区と区分
グリーンズバーグ市は現在8つの区で構成され、その大半は元のボロであり、幾つかの地区に分割されている。現在第5区にあるバンカーヒルは1894年にグリーンズバーグと合併した。その名前は1840年代初期から19世紀半ばに下品なブッシュフィールド酒場で起きた喧嘩から来ており、アメリカ独立戦争のバンカーヒルの戦いに擬えられるものである。
1905年、グリーンズバーグはルドウィック、イーストグリーンズバーグ、サウスイーストグリーンズバーグという3つのボロを併合した。ルドウィックは現在第6区にあり、初期開拓者のルドウィック・オッターマンからその名を得ており、通りの名前にも採られている。イーストグリーンズバーグは第7区にある。サウスイーストグリーンズバーグは第8区にあり、非公式にはパラダイスと呼ばれている。サウスメイプル・アベニューは当初キンダーフックと名付けられ、現在第3区にある。中心街の北にある第2区は最大の区であり、セイブルックビレッジ、エバーグリーンヒル、ニューセイラムエーカーズ、カントリークラブ・メドウズ、ノースモント、デボンシャーハイツ、ロースファウンテン・ファームズ、アカデミーヒルの地区が入っている。ヒルトップは第8区の地区であり、当初イタリア系移民が入り、サウスグリーンズバーグとアンダーウッドに接している。第1区はチェスナットヒルとシューイープランがあり、セトンヒル大学がある。その他の地区として、イースタンエステイツ、アンダーウッド、ショーガン、ヒルクレストがある。
第8区は当初イタリアのチェルチェマッジョーレからの移民が多かった。今日、当初のアワーレディ・オブ・グレイス教会はイタリアからの石工によって建造されたものであり、現在も残っているが住宅になっている。ビーアラー、マーガレット、ホワイト、キャサリンの各通りのある地域に住んだ数家族が設立したヒルトップ社交クラブもここにある。毎年第8区にあるファイアホールでカーニバルを行うのが伝統になって来た。このときはビンゴ、遊園地の乗り物が出て、有名なシューイー・バーガーも出される。
2つの地区、グリーンズバーグ中心街歴史地区と、アカデミーヒル歴史地区がアメリカ合衆国歴史地区に指定されている。アメリカ合衆国国家歴史登録財には、グリーンズバーグ鉄道駅やウェストモアランド郡庁舎が指定されている。

## 人口と動態

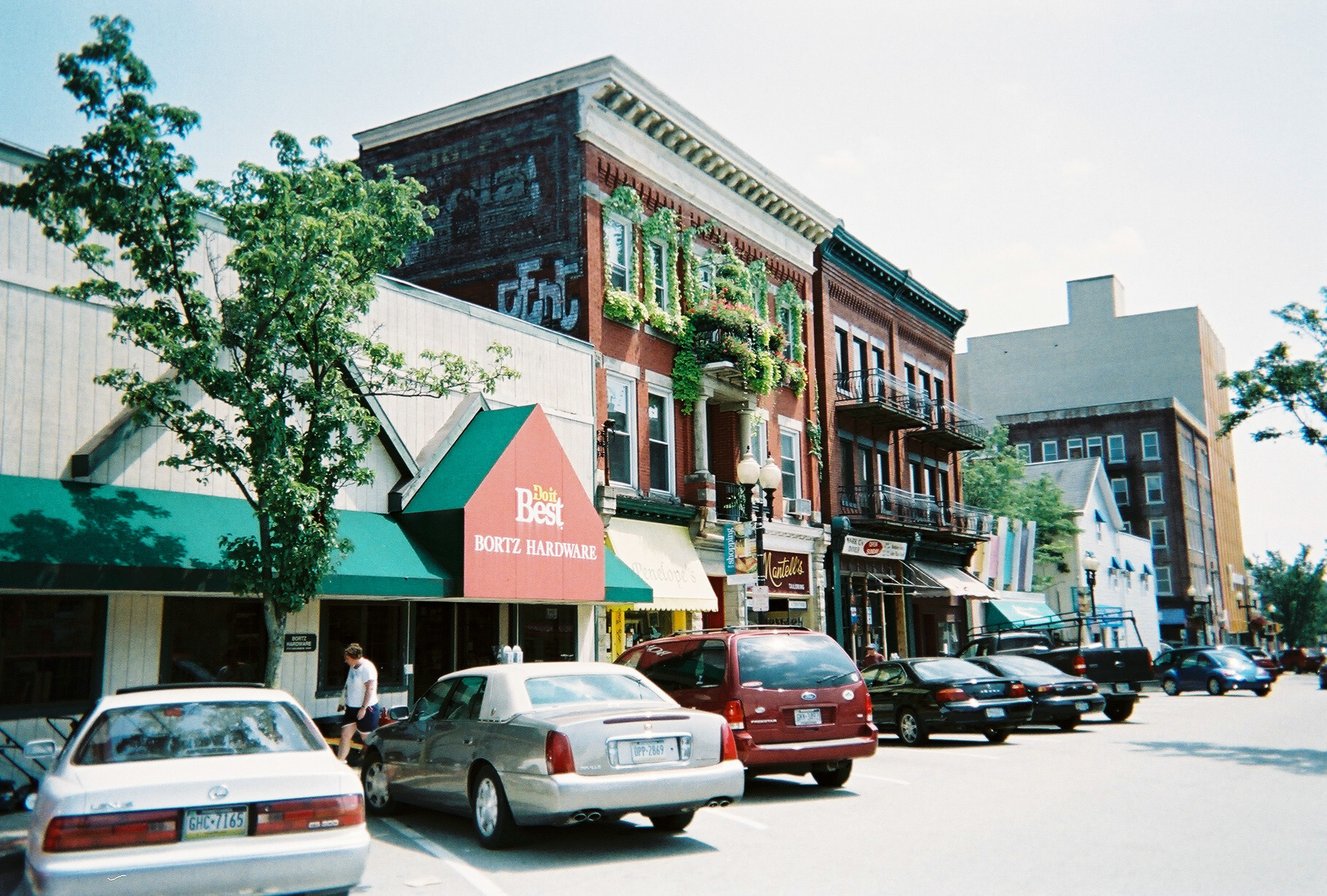
南ペンシルベニア・アベニュー

以下は2000年国勢調査による人口統計データである。
| 基礎データ - 人口: 15,889 人 - 世帯数: 7,144 世帯 - 家族数: 3,922 家族 - 人口密度: 1,446.9人/km2（3,746.1 人/mi2） - 住居数: 7,734 軒 - 住居密度: 704.3軒/km2（1,823.4 軒/mi2） 人種別人口構成 - 白人: 93.43% - アフリカン・アメリカン: 3.91% - ネイティブ・アメリカン: 0.09% - アジア人: 0.70% - 太平洋諸島系: 0.01% - その他の人種: 0.38% - 混血: 1.47% - ヒスパニック・ラテン系: 1.08% 年齢別人口構成 - 18歳未満: 20.2% - 18-24歳: 10.0% - 25-44歳: 27.9% - 45-64歳: 22.6% - 65歳以上: 19.3% - 年齢の中央値: 39歳 - 性比（女性100人あたり男性の人口） - 総人口: 81.7 - 18歳以上: 76.1 | 世帯と家族（対世帯数） - 18歳未満の子供がいる: 24.1% - 結婚・同居している夫婦: 39.3% - 未婚・離婚・死別女性が世帯主: 12.8% - 非家族世帯: 45.1% - 単身世帯: 39.2% - 65歳以上の老人1人暮らし: 15.4% - 平均構成人数 - 世帯: 2.11人 - 家族: 2.85人 収入と家計 - 収入の中央値 - 世帯: 30,324米ドル - 家族: 41,112米ドル - 性別 - 男性: 33,306米ドル - 女性: 24,246米ドル - 人口1人あたり収入: 18,312米ドル - 貧困線以下 - 対人口: 13.6% - 対家族数: 10.8% - 18歳未満: 18.1% - 65歳以上: 11.9% |

## 政府と政治
グリーンズバーグ市は法人化された市であり、1人の市長と4人の委員による市政委員会が治めている。市長と市政委員の任期は4年間である。政府はグリーンズバーグ市役所にある。
1994年、当時アメリカ合衆国大統領のビル・クリントンがグリーンズバーグ市を訪れたのを始め、2004年7月には民主党の大統領候補ジョン・ケリーと同副大統領候補のジョン・エドワーズ、2008年3月には同じく民主党大統領候補のヒラリー・クリントンとバラク・オバマが選挙戦中に訪れた。地元の歴史家に拠れば、1854年に国民共和党が最初の党員集会を開いた場所となった。ただしピッツバーグ市も同じことを主張している。

### 軍事
グリーンズバーグ市には湾岸戦争の「砂漠の嵐作戦」で有名になったアメリカ陸軍第14兵站派遣部隊が駐屯している。市のすぐ外にはペンシルベニア州軍兵器庫もある。

## 経済

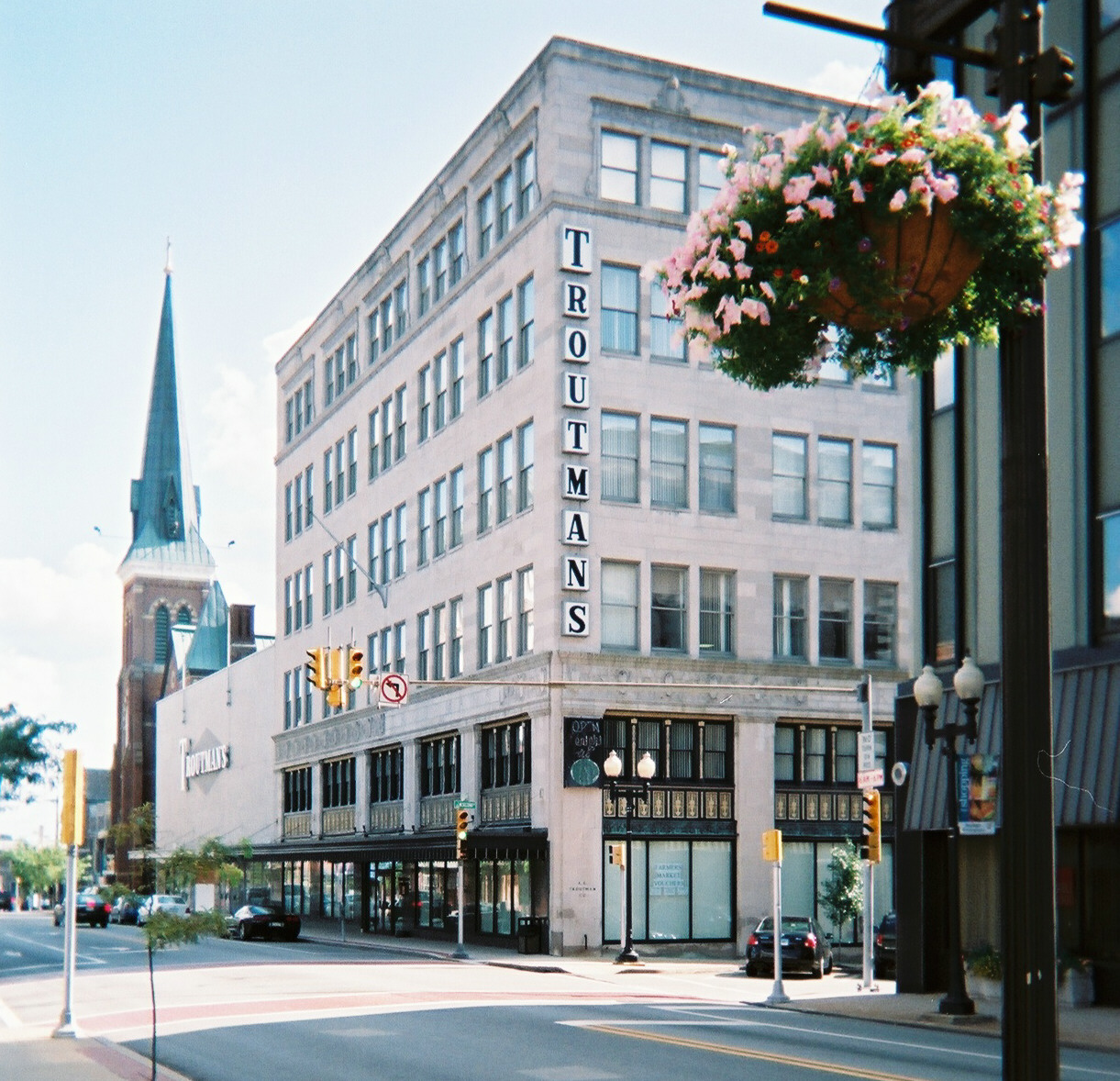
元トラウトマン百貨店、南メインストリート

グリーンズバーグはペンシルバニア鉄道の停車駅となり、近くで瀝青炭の大きな炭田が見つかった19世紀後半までに、地域石炭鉱業の中心として急速に成長した。このことは成長する郡庁所在地の成長と発展に貢献した。長年、中心街には多くの企業や宿屋が繁盛し、百貨店ではJ.C.ペニー、ロイアーズ、シアーズがあった他、トラウトマンではその最大店舗があるなど、4つの百貨店があることを誇っていた。
1965年8月、市の西、ヘンプフィールド・タウンシップ内にグリーンゲイト・モールがオープンした。グリーンゲイトは国内で屋内型ショッピングモールの走りだった。その解説は地域の小売業にとって新時代を告げたが、グリーンズバーグ中心街の個々に営業していた企業にとっては負の効果が大きかった。1970年代後半、トラウトマンを含め地元の店舗数店が閉鎖された。市がサービス産業、専門職、金融業の中心となり、中心街は再度発展を始めた。今日、小さな店舗や数を増やしているレストランが、商業の中心として中心街を復活させている。
ウェストモアランド・モールがグリーンズバーグとウェストモアランド郡全体では最大のショッピング施設である。グリーンゲイト・モールでは、1990年代にアンカー店のJ.C.ペニーがウェストモアランド・モールに移転し、退潮を味わった。グリーンゲイト・モールが衰退一方である中で、全国チェーンのモンゴメリー・ウォードや地方チェーンのホームズも閉鎖された。モールの建物は2003年に解体され、その跡にウォールマートをアンカー店とする新しいグリーンゲイト・センターと呼ぶショッピングセンターが建設された。市の東西を通る州道30号線沿いにも多くのショッピング・プラザや飲食店が並んでいる。小売業の床面積は500万平方フィート (460,000 m2) あり、グリーンズバーグはペンシルベニア州のローレル高原の商業中心と見なされ、また西ペンシルベニアでは最大級の小売業市場と考えられている。
軽工業や中量級の工業とサービス産業がグリーンズバーグ都市圏で栄えている。主に市域の外に幾つかの産業団地がある。さらにウェストモアランド郡刑務所とペンシルベニア州立矯正施設という2つの大きな刑務所がある。どちらもヘンプフィールド・タウンシップ内である。市の北端、セイブルックビレッジやエバーグリーンヒルでは住宅が増加し続けている。北メインストリートに7階建ての州機関事務所ビルが開設され、郡庁舎広場拡張部には4階建て部分の追加が完成し、さらにセトンヒル大学の芸能センターが出来て、市内で雇用機会が増加し、観光客も惹きつけることが期待されている。

### 主要雇用主
以下はグリーンズバーグ市内に本社がある主要雇用主である。
- アレゲーニー・エナジー
- エクセラ・ヘルス
- 「ピッツバーグ・トリビューン・レビュー」

## 教育

### 公立学校

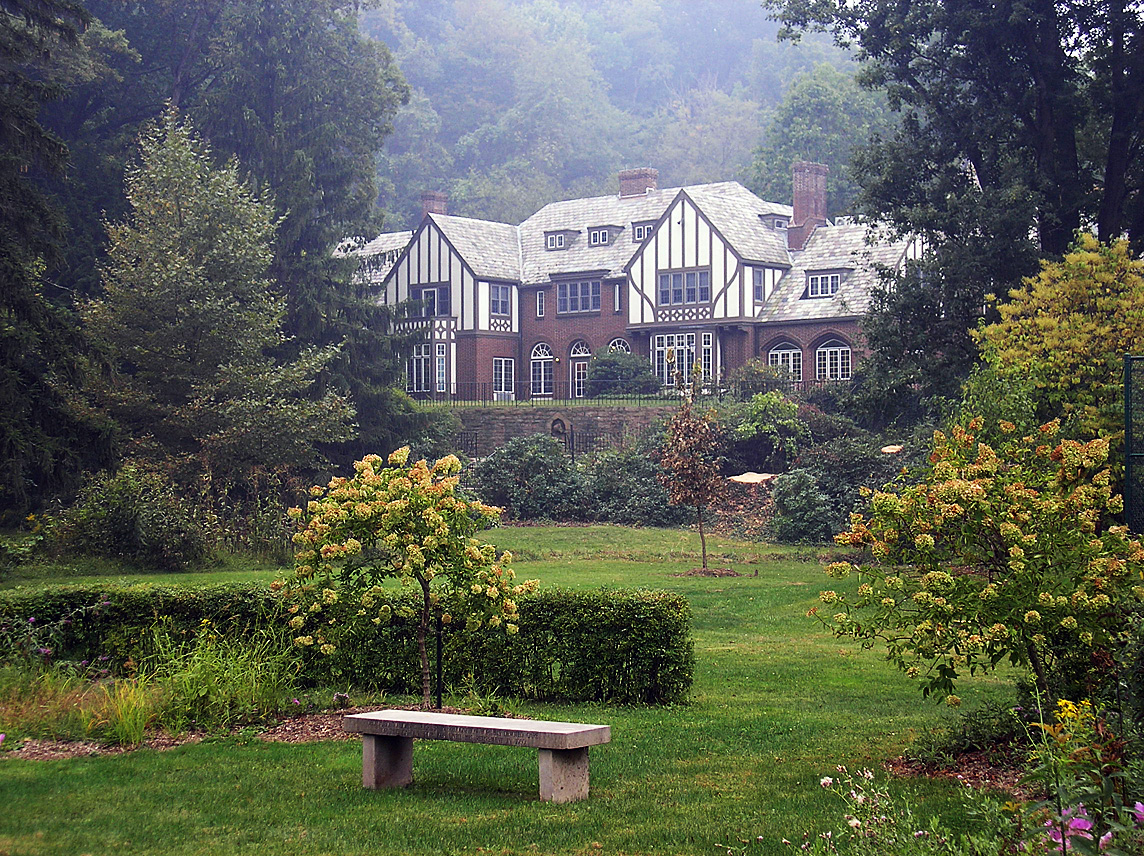
ピッツバーグ大学グリーンズバーグ校

グリーンズバーグ都市圏には2つの公共教育学区がある。大きい方はヘンプフィールド地域教育学区である。この学区の住民人口は5万人以上であり、約95平方マイル (246 km2) の広さに及び、ピッツバーグの南東30マイル (48 km) にある。学区に入る町はヘンプフィールド・タウンシップ、アダムズバーグ・ボロ、ハンカー・ボロ、マナー・ボロ、ニュースタントン・ボロ、ヤングウッド・ボロであり、グリーンズバーグ市を完全に囲んでいる。ヘンプフィールド地域教育学区はウェストモアランド郡の中でも最大であり、児童生徒数約7,000人と、西ペンシルベニアでも最大級である。
2つ目の教育学区は、グリーンズバーグ＝セイラム教育学区である。この学区の広さは51平方マイル (132 km2) ある。児童生徒数は3,600人であり、町はグリーンズバーグ市、サウスグリーンズバーグ、サウスウェストグリーンズバーグ、セイラム・タウンシップが入る。

### 私立学校
グリーンズバーグ市内にはグリーンズバーグ中央カトリック高校とアキナス・アカデミーがあり、どちらも私立カトリック系である。

### 高等教育機関
グリーンズバーグ市の直近には、シートンヒル大学とピッツバーグ大学グリーンズバーグ校という2つの大きな大学がある。シートンヒル大学は1885年にシスターズ・オブ・チャリティによって、グリーンズバーグ市を見下ろす崖の上に設立された。元は女子大学だったが、2002年に共学になった。近年は中心街への拡張を始め、幾つかの学術ビルや芸能センターを建設した。ピッツバーグ大学グリーンズバーグ校は1963年に中心街で設立され、後に隣接するヘンプフィールド・タウンシップまで広がる大きなキャンパスとなった。新聞「トリビューン・レビュー」によって1999年から2007年まで8年連続で「地域の最良大学」に選出された。さらにカーロー大学、整骨療法レイクエリー・カレッジ、トライアングル工科大学が都市圏内にある。
セントビンセント・カレッジとウェストモアランド郡コミュニティカレッジのキャンパスも近くのそれぞれレイトローブとヤングウッドの町にある。

### 図書館
グリーンズバーグ・ヘンプフィールド地域図書館は、グリーンズバーグ市とヘンプフィールド・タウンシップを対象にしている。

## 芸術と文化

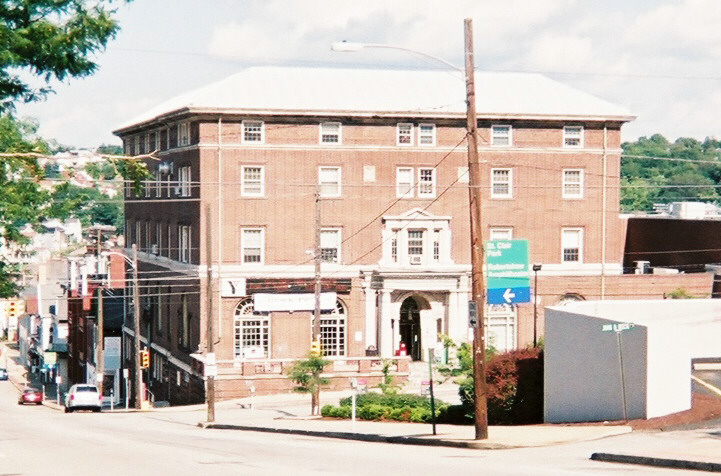
YMCA

グリーンズバーグは西ペンシルベニアの文化的中心地である。ウェストモアランド・アメリカンアート美術館は1750年から1950年のアメリカ美術に特化している。パレス劇場は市内で勃興している文化地区の中心であり、年間を通じて様々な公演が行われている。さらにウェストモアランド交響楽団があり、セントクレア公園のロバートショー円形劇場では、サマー・サウンズ・コンサート・シリーズが開催される。
ウェストモアランド文化信託は近年グリーンズバーグ中心街の再生に大きな役割を果たしている。業績としてはパレス劇場で続いている改修、1910年ごろ建設鉄道駅の改修がある。中心街で幾つかの商業ビル改築も行っている。
劇団のステージ・ライト！も地域の文化に貢献しており、若者にはミュージカルの教室、パレス劇場とグリーンズバーグ・ガーデン・アンド・シビックセンターでのプロによる公演を行っている。
グリーンズバーグ市民劇団はウェストモアランド郡でも数少ない歴史あるボランティアによる市民劇団組織であり、60年以上にわたって成人と子供のための演劇を行っている。1951年に設立され、グリーンズバーグ・ガーデン・アンド・シビックセンターを本拠にしている。
シートンヒル大学芸能センターは2009年9月に開設された。この数百万ドルを掛けた施設は市内文化地区にあり、中心街の今後の成長の触媒になると期待されている。
実地体験のできる科学センターは幅広い対話型展示を行うものであり、元メロン銀行ビルに提案されたが、計画が中断されたままである。発見と対話科学センターと名付けられ、ウェストモアランド郡、ファイエット郡、インディアナ郡、サマセット郡、ベッドフォード郡の地域的呼び物となるはずである。ピッツバーグのカーネギー科学センターとハリスバーグのハースコ科学センターの間では唯一の対話型科学センターともなる予定である。

### 文化的事実
- グリーンズバーグのすぐ北に旧ハンナの町が位置しており、アパラチア山脈より西では最初の郡庁所在地だった。
- グリーンズバーグ市内には、歴史のある大型の家屋や古い教会と大聖堂など、きわめて興味のある建築物が存在する。また、市内中核部には多くの小さな1950年様式の店やレストランが存在する。
- イエス・キリスト教会の世界会議場が、グリーンズバーグの西、州道136号線沿いにある。末日聖徒運動の中では3番目に大きな支部である。
- カッパ・デルタ・ロー友愛会の全国本部が市内に存在する。
- セントエマ修道院（1931年設立）は、ローマ・カトリック教会の隠遁所と、シスターズ・オブ・セントベネディクトの修道院であり、市内に存在する。

### メディア
グリーンズバーグは近くにあるピッツバーグのラジオやテレビ局の中継範囲にあり、放送は大きな都市からのものが大半である。それより小さな規模のものでは、ジョンズタウン地域のメディアもグリーンズバーグの一部で受信できる。下記はグリーンズバーグを本拠とするメディアに関するものである。
- 主要新聞は「トリビューン・レビュー」であり、トリビューン・レビュー出版社が所有している。1992年、この会社が「ピッツバーグ・トリビューン・レビュー」を創刊し、「ピッツバーグ・ポスト・ガゼット」と競合紙になった。このことは「ピッツバーグ・プレス」の廃刊直後に起きた。トリビューン・レビュー出版社は著名な慈善事業家で保守派の人物であるリチャード・メロン・スカイフが所有している。「ピッツバーグ・トリビューン・レビュー」を創刊して以来、グリーンズバーグ周辺で購読されていた「トリビューン・レビュー」が全国や国際的なニュースもカバーするようになったが、活気ある地方ニュースの紙面も維持し続けている。
- グリーンズバーグ・ハプニングスは2012年11月に開始されたウェブサイトとフェイスブックである。
- グリーンズバーグを本拠とするFMラジオ局 WHJB-FM は クラシック・ヒットを流している。
- LCS ホッケーは、ニューズレターが国際的に知られるウェブサイトに変わったものであり、グリーンズバーグで設立された。
- 2004年、グリーンズバーグの弁護士 P・ルイス・デローズが、『グリーンズバーグ』と題する書籍を、アーカディア・パブリッシング・イメージズ・オブ・アメリカ・シリーズの1冊として出版した[16]。
- 2006年、グリーンズバーグ住人ラチェル・E・スミスが、『グリーンズバーグ』と題する書籍を、アーカディア・パブリッシング・ポストカード・ヒストリー・シリーズの1冊として出版した[17]。

### フィクションの中のグリーンズバーグ
- ミステリー小説作家K・C・コンスタンティンがその小説で、架空の町ロックスバーグにグリーンズバーグの様々な要素を使っている。

## プロスポーツ

### アメリカンフットボール

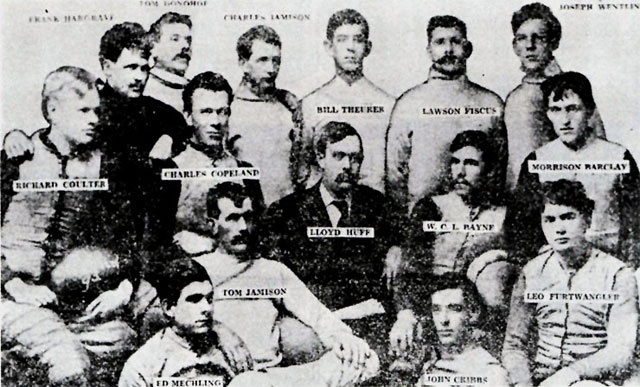
グリーンズバーグ運動家協会: 1893年

1890年から1900年、グリーンズバーグには最初期のアメリカンフットボールのプロチーム、グリーンズバーグ運動家協会があった。このチームは1890年にアマチュアチームとして始まり、主に地元の選手を集めていたが、後の1895年に幾人か有給の選手を追加した。1894年、元インディアナ師範学校（現在のペンシルベニア州立インディアナ大学）の選手ローソン・フィスカスに、密かに給与を払って、保有していたことが発見された。このチームはもう一つの初期プロチームであるレイトローブ運動家協会とライバル関係にあった 。
1898年12月3日、グリーンズバーグ運動家協会の選手2人がレイトローブ運動家協会に加わり、最初期のオールスターチームを結成して、ピッツバーグのエクスポジション・パークで、デュケーヌ・カントリー・アンド・アスレティック・クラブと対戦することになった。デュケーヌがこの試合を16対0で勝利した。
グリーンズバーグ運動家協会にはフィスカスとは別に地域のトッププレイヤーが数人居た。例えば、チャーリー・アサートン、ジョージ・バークレイ、ロス・フィスカス、ジャック・ガス、アーサー・マクファーランド、チャールズ・ラインハート、アイザック・セネカ、アダム・マーティン・ワイアントだった。これらの選手のうち数人はその経歴の中で試合を革新させた。チャーリー・アサートンはプレースキックを発明した人物とされており、ジョージ・バークレイは初めてのヘルメットを発明した。一方アイザック・セネカはオールアメリカンに入った最初のインディアン選手となり、アダム・ワイアントはアメリカ合衆国議会議員となった最初のプロフットボール選手となった。

### 野球
1907年、グリーンズバーグでは、クラスDウェスタン・ペンシルベニア・リーグに属するマイナーリーグ野球チーム、グリーンズバーグ・レッドソックスの本拠地となり、1907年の1シーズンのみ試合を行った。1934年から1939年まで、やはりクラスDで、セントルイス・カージナルス、ブルックリン・ドジャース、ワシントン・セネタースの傘下だったグリーンズバーグ・レッドウィングスの本拠地だった。このチーム名は長い間に数回変更された。1934年にはグリーンズバーグ・トロージャンズとして設立された。その1年後にはレッドウィングスとなり、1937年にはグリーンソックス、最後は1939年のグリーンズバーグ・セネタースだった。

## 交通

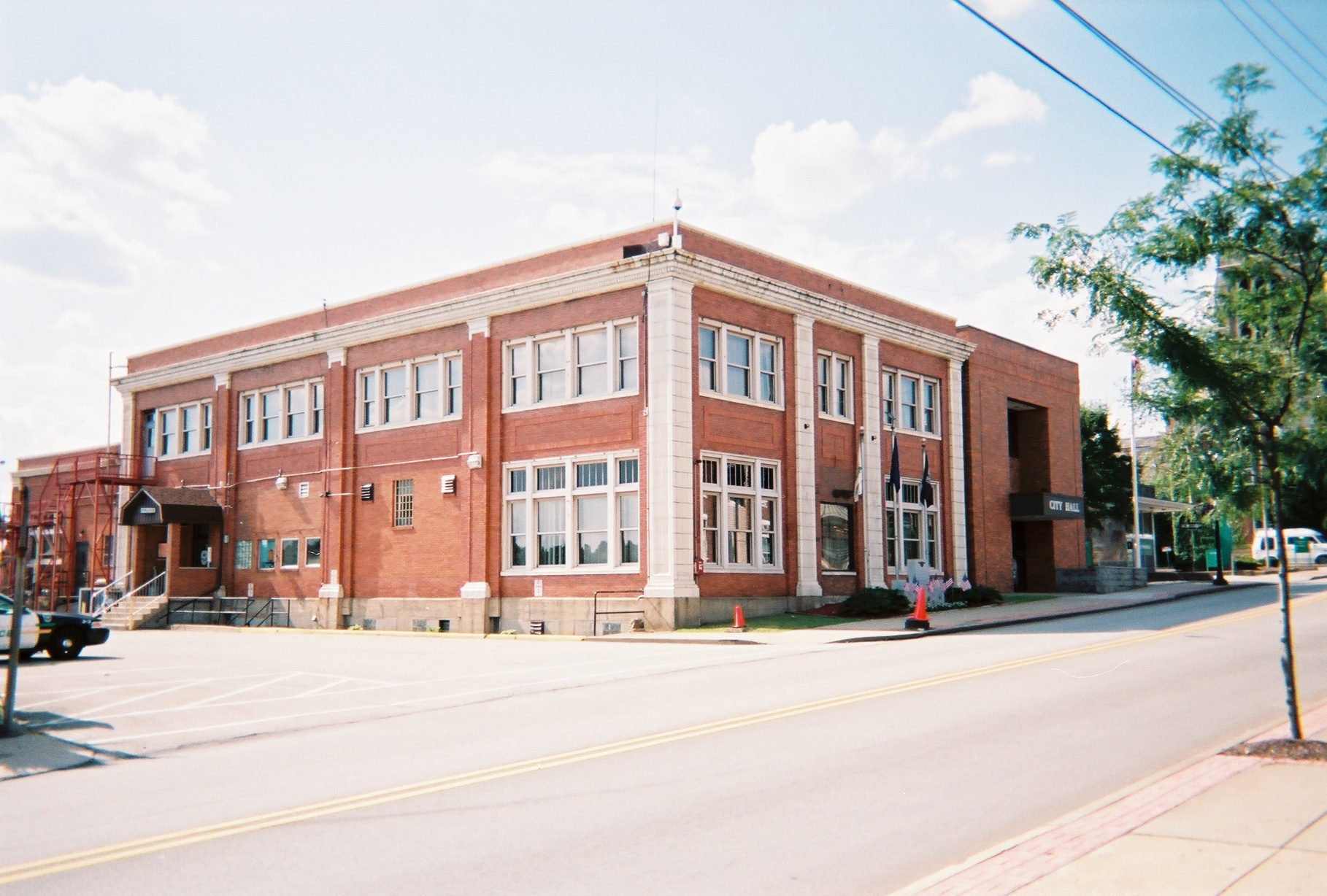
市役所、元はウェストペン鉄道の本社

### 高規格道路
東西方向のアメリカ国道30号線はグリーンズバーグ市の南をバイパスしており、南北方向のペンシルベニア・ターンパイク66号線は市の西側を迂回している。ローレルバレー・イクスプレスウェイと呼ぶ高規格道路は当初、グリーンズバーグの東でユニティ、デリー、マウントプレザント各タウンシップを通るよう計画されたが、実現しなかった。ペンシルベニア・ターンパイクのニュースタントン出口はグリーンズバーグの南約6マイル (10 km)、アメリカ国道119号線沿いにあり、そこで州間高速道路70号線が同76号線から分かれている。ターンパイクのアーウィン出口はグリーンズバーグ市の西11キロメートル、アメリカ国道30号線沿いにある。ペンシルベニア州道66号線と同136号線はグリーンズバーグから始まっている。ペンシルベニア州道130号線、同819号線およびアメリカ国道119号線は市内を通過している。アメリカ国道22号線はペンシルベニア州の中央部と南西部の接続路であり、市の北10キロメートルのセイラム・タウンシップ内を通っており、州道66号線と819号線で接続できる。

### 公共交通
ウェストモアランド交通がグリーンズバーグとウェストモアランド郡の大量交通機関であり、週7日市内と郡の残り部、さらにピッツバーグ市とのバス路線網を運営している。グレイハウンドが、グリーンズバーグからピッツバーグ、シカゴ、ニューヨークなど多くのハブとの定期便を運行している。

### 空港
ピッツバーグ国際空港と、グリーンズバーグの東、レイトローブにあるアーノルド・パーマー地域空港から航空商業便を利用できる。

### 鉄道

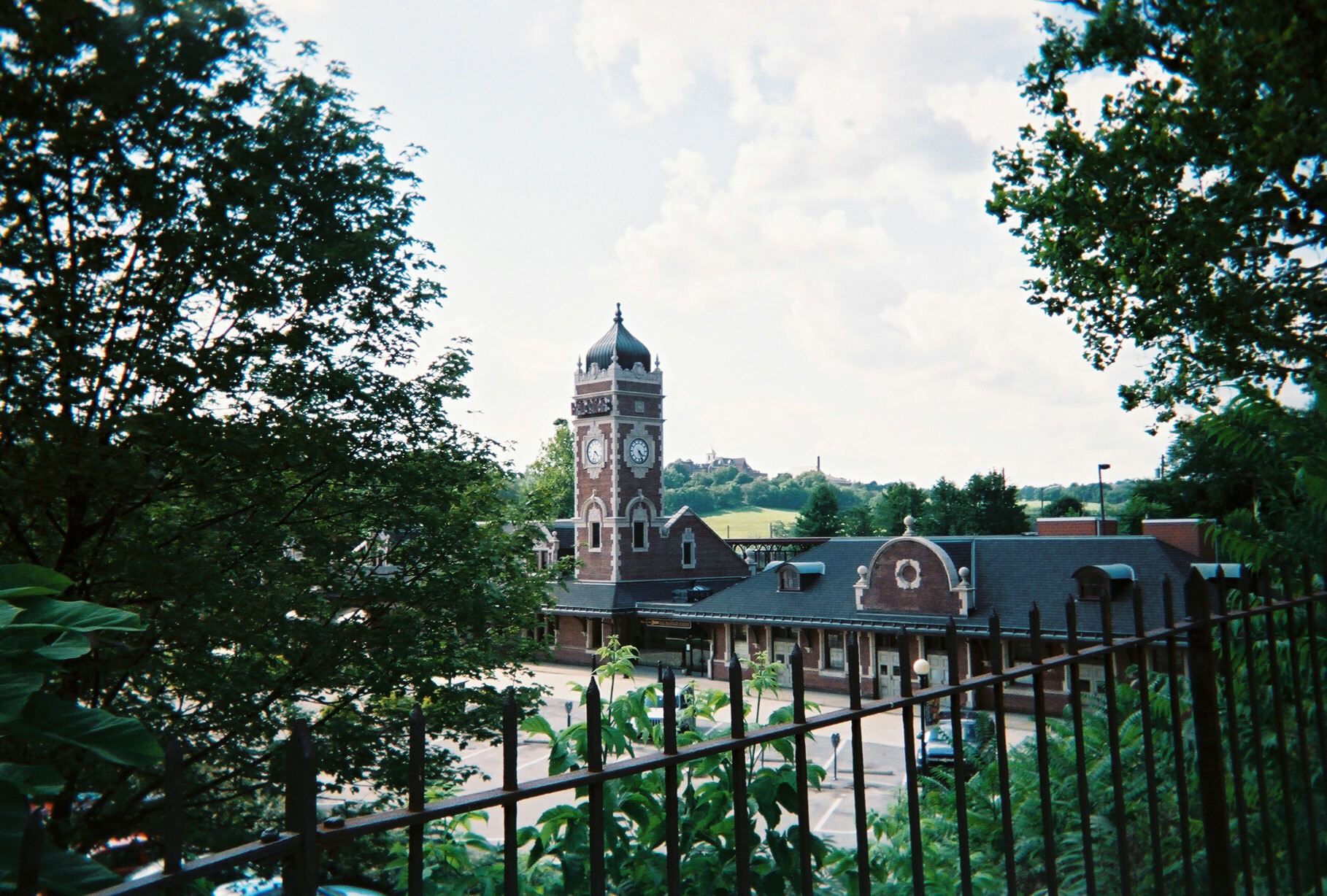
グリーンズバーグ鉄道駅

アムトラックのグリーンズバーグ駅にはピッツバーグとニューヨーク間の昼行長距離列車ペンシルベニアン号が1日1往復停車する。貨物列車運行のノーフォーク・サザン鉄道と独立系の短距離鉄道が炭鉱と市の南にある企業を結んでいる。ノーフォーク・サザン鉄道の線は市の直ぐ西を走っている。

### 自転車
グリーンズバーグは自転車に優しい町であり、リンチフィールドに始まるファイブスター・トレイルは、市の南端、アームブラストで終わる。最終的にグレート・アレゲーニー・パッセージの一部であるユイオゲニー川トレイルの北側に繋がれることになる。

## インフラ

### ユーティリティ
グリーンズバーグとウェストモアランドの大半の電力はウェストペン電力が供給しており、同社はグリーンズバーグに本社を置いている。さらに天然ガスは地域に大量の埋蔵量があるために広く利用されている。供給元はピープルズ天然ガス社である。
上水道はウェストモアランド郡の自治局が供給している。ゴミの収集はウェイスト・マネジメント。下水道はグレーター・グリーンズバーグ下水道局が運営している。

### 医療施設
グリーンズバーグ都市圏には独立系クリニックから救急医療センター、総合病院までの医療施設がある。以下のリストは包括的なものではない。
- イースティーク医療センター
- バイオ・メディカル・アプリケーションズ・オブ・グリーンズバーグ
- エクセラ・ウェストモアランド病院
- グリーンズバーグ・ケアセンター
- イノバティブ・ヘルスサービス
- ローレル・サージカル・センター
- メデクスプレス救急医療センター
- ウェストプレース

### 通信
グリーンズバーグは市外局番724の範囲内にあり、ピッツバーグやアレゲーニー郡の大半に割り当てられた412を完全に取り囲んでいる。412にはワシントン郡とウェストモアランド郡の小部分も入っている。

## 著名な出身者
- キャロル・ベイカー – 女優
- ポール・ギルバート – ギタリスト、バンドのレーサーXとMR. BIGのメンバー
- シーラ・ケリー – 女優
- ロッコ・ミーディエート – プロゴルファー
- ヴィック・ミニョーニャ – 声優
- ブルース・ウェーバー – 写真家

## 見どころ
グリーンズバーグに一般に関わる見どころは以下の通りだが、市域の外にあるものも含まれている。
- グリーンズバーグ・ガーデン・アンド・シビックセンター
- グリーンズバーグ・ヘンプフィールド地域図書館
- カーク・S・ネビン・アイスアリーナ
- リンチフィールド
- 旧ハンナの町
- パレス劇場
- シートンヒル大学芸能センター
- ロバートショー円形劇場
- セントクレア公園
- シートンヒル大学
- グリーンズバーグ鉄道駅
- ツインレイクス公園
- ピッツバーグ大学グリーンズバーグ校
- ウェストモアランド郡庁舎
- ウェストモアランド催事場
- ウェストモアランド・モール
- ウェストモアランド・アメリカンアート博物館
- プレイグラウンド・ワールド・イースト[23]

## 姉妹都市
グリーンズバーグは国際姉妹都市協会に登録する姉妹都市が2つある。
- – (ベリーズ)
- – イタリア、チェルチェマッジョーレ